# Cesta Slobody

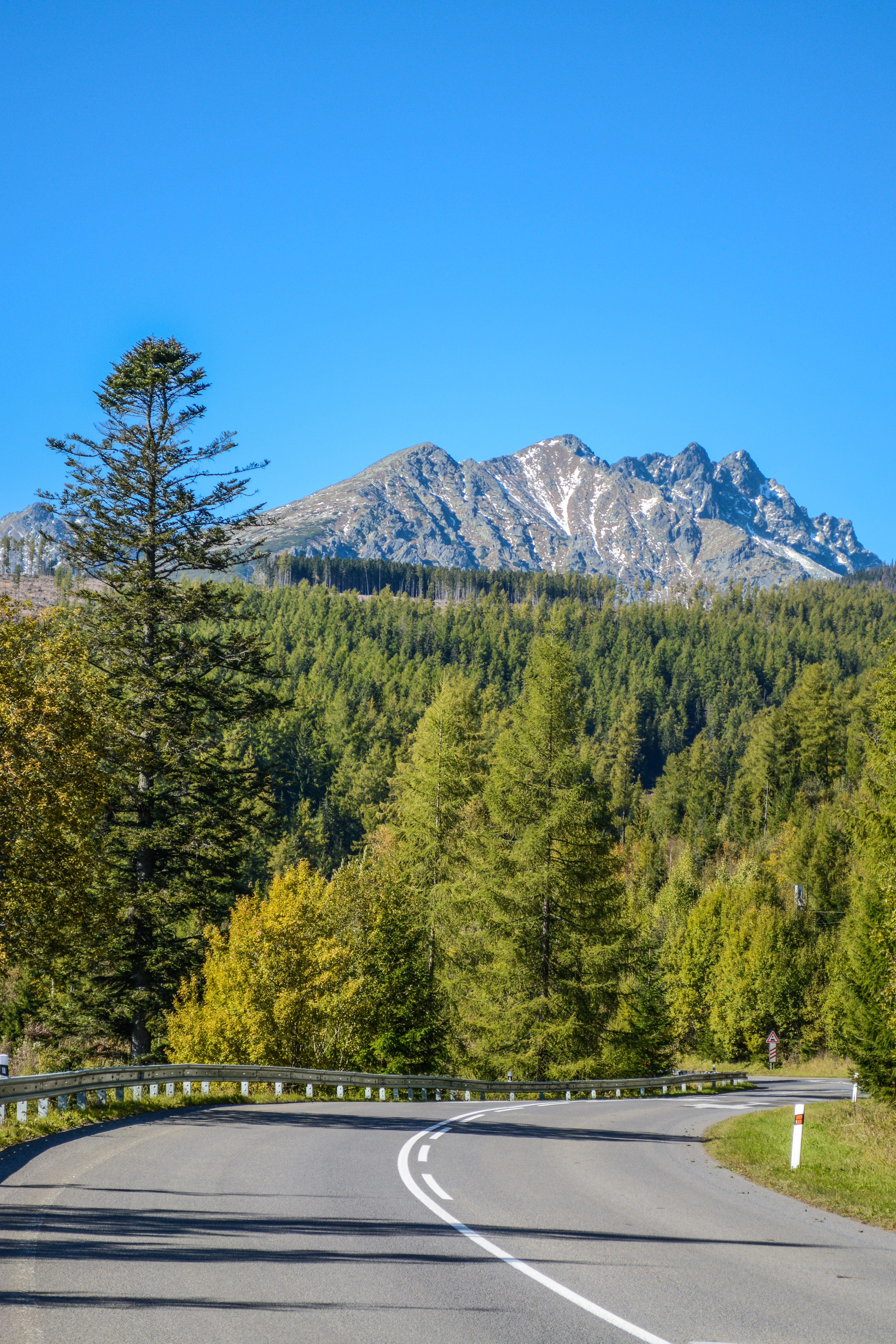
Die Cesta Slobody bei Vyšné Hágy

Die Cesta Slobody (deutsch Freiheitsstraße) ist ein Straßenzug in der Slowakei am Fuße der Hohen Tatra und der Belaer Tatra. Ausgeschildert ist er als Teil der Cesta II. triedy 537 (II/537, „Straße 2. Ordnung“), Cesta I. triedy 66 (I/66, „Straße 1. Ordnung“, bis 2015 I/67) und zum kleinen Teil als der Cesta III. triedy 3078 (III/3078, „Straße 3. Ordnung“, bis 2019 I/66). Praktisch alle Tatraorte in der Slowakei liegen entweder direkt an der Straße oder sind durch kurze Abzweigstrecken erreichbar.

## Verlauf

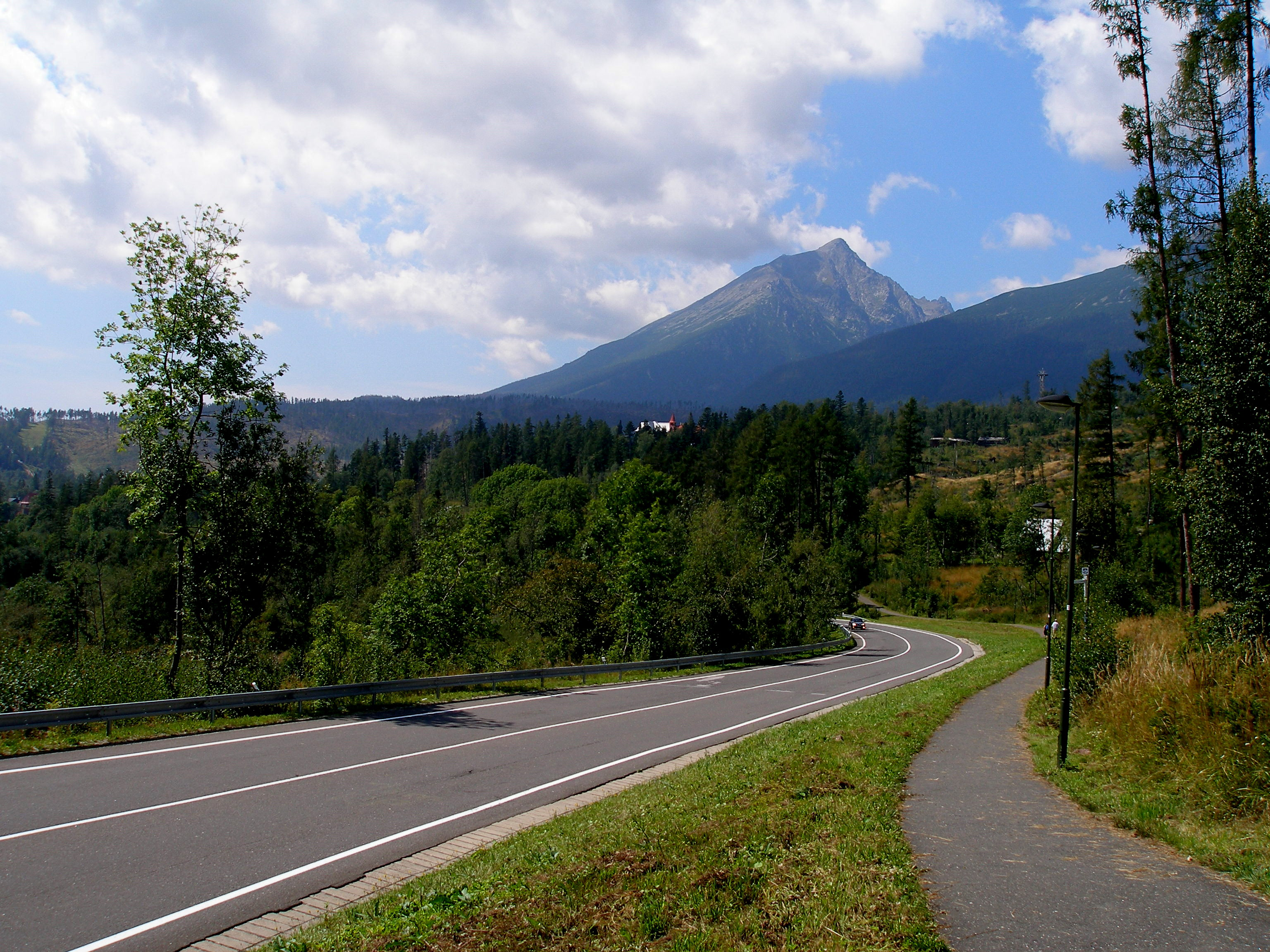
Die Straße bei Tatranská Lomnica

Die Straße beginnt in Podbanské an der Grenze der Westtatra und Hohen Tatra und passiert als die II/537 am Rand von Štrbské Pleso, dann durch Vyšné Hágy, Nová Polianka, Tatranská Polianka, Nový Smokovec, Starý Smokovec, Horný Smokovec, Tatranská Lesná, Tatranská Lomnica, Tatranské Matliare und Kežmarské Žľaby, ehe sie zur I/66 am Fuße der Belaer Tatra wird. Danach verläuft die Cesta Slobody durch Tatranská Kotlina, Ždiar, durch den Sattel Pod Príslopom zwischen der Belaer Tatra und der Zipser Magura, Podspády und ab hier als III/3078 durch Tatranská Javorina zum Grenzübergang Tatranská Javorina–Łysa Polana nach Polen.
Die Straße ist von Podbanské zur Grenze bei Tatranská Javorina etwa 66 Kilometer lang. Zwischen Štrbské Pleso und Tatranská Lomnica verläuft die Straße weitgehend parallel zur Elektrischen Tatrabahn.

## Geschichte

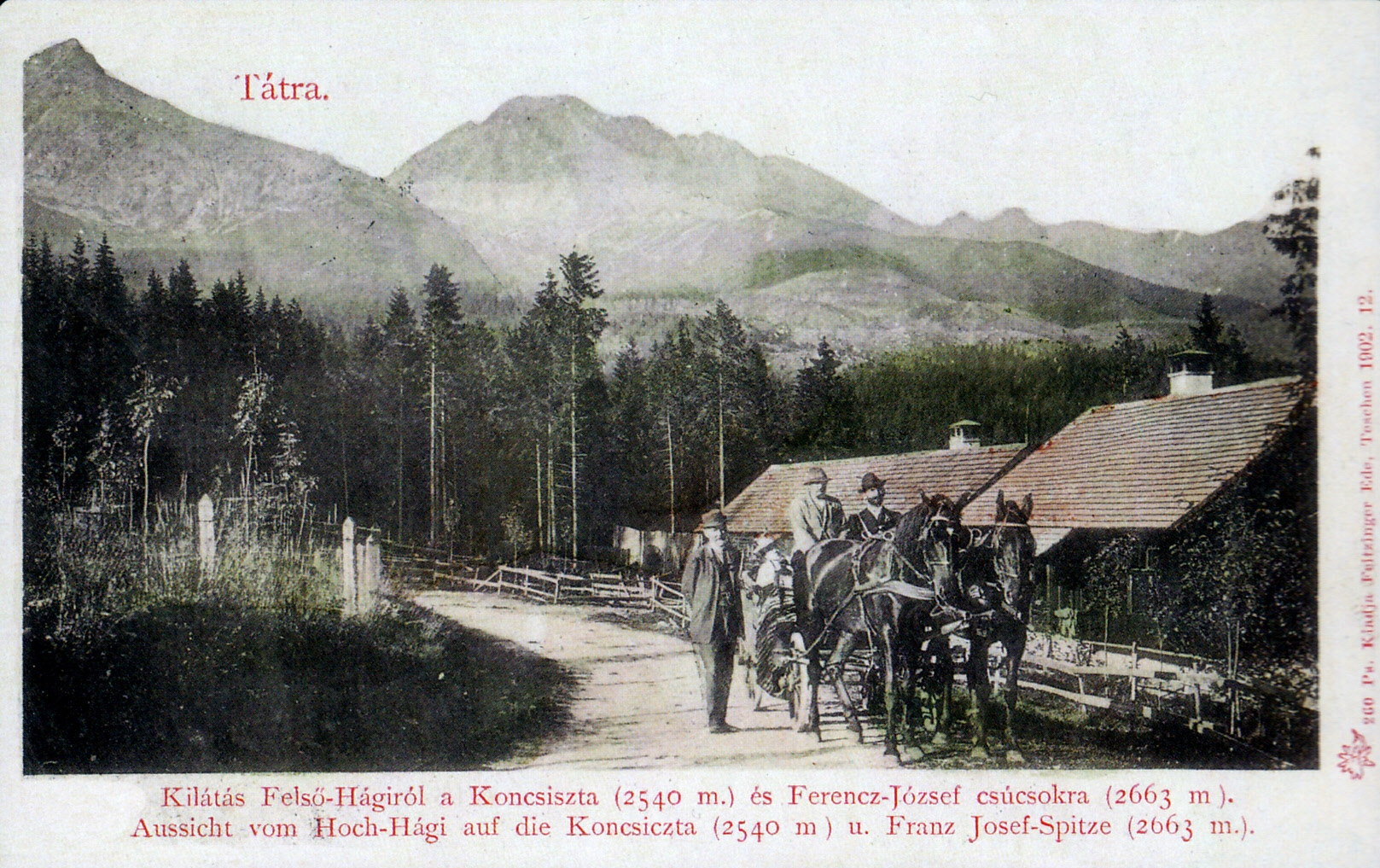
Ein Fiaker auf dem Klotilden-Weg bei Vyšné Hágy, 1902

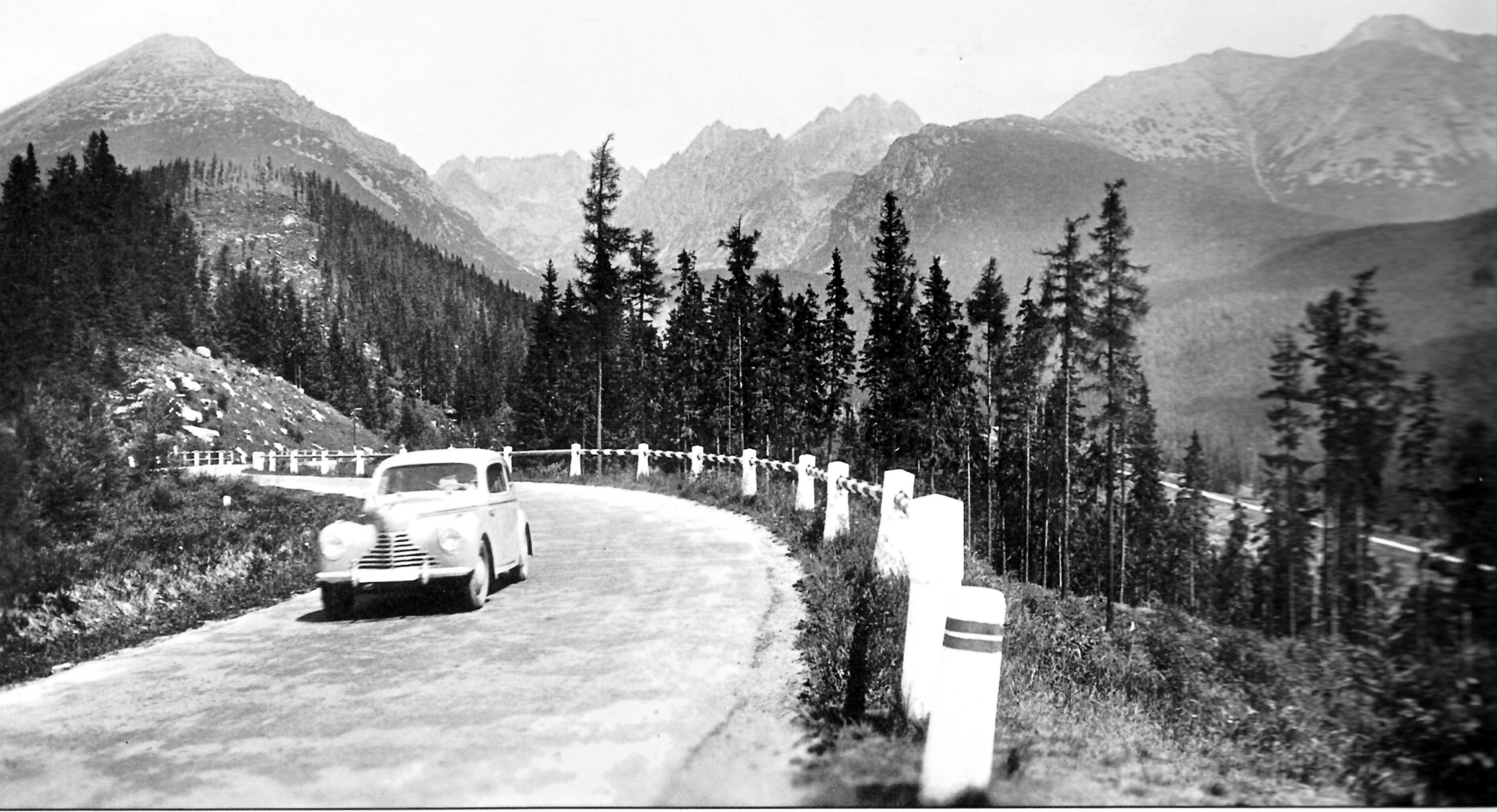
Die Cesta Slobody bei Štrbské Pleso, 1947

Ein Vorläufer der heutigen Straße war der sogenannte Diebsteig (1590 erwähnt, slowakisch Zbojnícky chodník), der von Tatranská Štrba über den Berg Vtáčnik und durch das Gebiet der späteren Orte Vyšné Hágy, Tatranské Matliare, Tatranská Kotlina nach Ždiar führte. Zu diesem Zeitpunkt waren aber nicht nur Räuber an sich gemeint, sondern auch Raubschützen und Schmuggler. Diese nutzten ein Netz von Pfaden und gut verborgener Fußwegen, um nicht verzollte oder sogar verbotene Waren durch schwer kontrollierbare Übergänge vom Königreich Ungarn ins Königreich Polen und umgekehrt zu schmuggeln. Der Sattel Kopské sedlo (deutsch Kopapass) war besonders häufig genutzt. Gegen 1850 war der Diebsteig kaum noch erkennbar und schwer passierbar und insgesamt ohne Bedeutung für die spätere touristische Entwicklung.
Zwischen Kežmarok und Ždiar und weiter Jurgów bestand in der Neuzeit ein offizieller Straßenzug, der im 18. Jahrhundert nach Tatranská Javorina verlängert wurde. Der Ausbau der neu entstehenden Kurorte in der Hohen Tatra nach der Fertigstellung des Kaschau-Oderberger Bahn machte eine Straße zwischen den einzelnen Orten immer mehr notwendig, nachdem sie bisher nur durch talwärts führende Straßen zur Eisenbahn angebunden waren. Auch wenn die Öffentlichkeit dieses Vorhaben begrüßte, wehrten sich einige Siedlungen und ihre Muttergemeinden gegen eine Transversale, vor allem aus Wettbewerbsgründen. So gab zwischen den nahe gelegenen Orten Starý Smokovec und Nový Smokovec aufgrund ablehnender Haltung der Gemeinden Veľký Slavkov und Mlynica keine offizielle Straßenverbindung. Bereits 1877 trieb der Ungarische Karpathenverein (UKV) und insbesondere deren Vorsitzende Anton Döller, zusammen mit Eduard Blásy, dem damaligen Verwalter des Kurorts Starý Smokovec, die Errichtung eine Pfads zwischen Štrbské Pleso und Starý Smokovec voran, der unter Mitverwendung bestehender Wege oberhalb des heutigen Straßenzugs verlief, war aber zuweilen steil. Der damalige Besitzer von Nový Smokovec, Nikolaus Szontagh d. Ä., propagierte hingegen einen zwei Meter breiten Reiterweg unterhalb des heutigen Niveaus. 1884 legte der königliche Landesvermesser Gustav Scholtz eine neue Trasse, kurz darauf bildete der UKV eine zehnköpfige Kommission zur Festlegung der Trasse, Projektvorbereitung und Bauaufsicht. Zuerst entstand ein zwei Meter breiter Weg, der nach der Fertigstellung im Jahr 1885 den Namen Touristen-Weg erhielt. Kurz danach entschied sich man, den Weg auf vier Meter auf der ganzen Strecke zwischen Štrbské Pleso und Tatranská Kotlina auszubauen, um ein Passieren für Fiaker zu ermöglichen. Dieses Projekt wurde bis 1887 und 1888 abgeschlossen. Das Teilstück von Štrbské Pleso und Starý Smokovec hieß damals Klotilden-Weg (auch Clotildenweg, nach der österreichischen Erzherzogin Clotilde von Sachsen-Coburg und Gotha), von Starý Smokovec nach Tatranská Kotlina erhielt die Straße der Namen Maria Theresia-Weg (nach der Erzherzogin Maria Theresa von Portugal, nicht nach der Königin Maria Theresia). 
Die neue Transversale wurde 1891 per Beschluss des ungarischen Handelsministers Gábor Baross in das Straßennetz des Komitats Zips aufgenommen. Bis 1897 wurde eine vergleichsweise hohe Maut erhoben. Inzwischen gingen die Arbeiten weiter: ab 1893 wurde der Straßenzug weiter befestigt und bis 1906 überwiegend auf sechs Meter verbreitert. Von 1913 bis 1915 wurde das Teilstück zwischen Tatranská Polianka und Tatranské Matliare zu einer Automobilstraße ausgebaut, nachdem bereits früher Automobilstraßen vom Talkessel unterhalb der Tatra heraus zu den Kurorten errichtet worden waren. Im weiteren Verlauf, als es bereits eine vergleichsweise gute Straße von Tatranská Kotlina bis Tatranská Javorina gab, setzte sich man für eine Verlängerung nach Lysá Poľana, um eine Verbindung mit dem polnischen Teil der Tatra, damals im österreichischen Kronland Galizien gelegen, herzustellen. Das Komitat Zips konnte den anfänglichen Widerstand von Christian Kraft zu Hohenlohe-Öhringen, der einen 15.000 ha großen Forst- und Jagdbesitz in und um Javorina hatte, überwinden, sodass die Verlängerung im Juni 1908 der Öffentlichkeit übergeben werden konnte. 
Nach der Gründung der Tschechoslowakei erhielt 1919 der Straßenzug den heutigen offiziellen Namen, zuerst das Teilstück von Štrbské Pleso bis Tatranská Kotlina, später auch die Fortsetzung nach Lysá Poľana. Deutschsprachige Quellen bevorzugten allerdings bis 1945 die Namen Tatrastraße oder Tatragürtelstraße. 1923 begann der tschechoslowakische Staat den Ausbau zur „staubfreien Automobilstraße“: 1932 war die Teilstrecke von Štrbské Pleso nach Tatranské Matliare fertig, 1937 folgte die anschließende Strecke nach Tatranská Kotlina und schließlich 1937–1938 weiter nach Ždiar. Insbesondere schwierig war die 10,5 Kilometer lange Teilstrecke von Štrbské Pleso bis Vyšné Hágy, wo 150.000 m³ Boden ausgehoben werden mussten. Der weitere Ausbau ermöglichte 1957 den Autobusverkehr nach Lysá Poľana an der Grenze.
Im Zuge der Vorbereitungen auf die Nordische Skiweltmeisterschaft 1970 erhielt die Straße 1968 eine westliche Verlängerung von Štrbské Pleso nach Podbanské und im weiteren Verlauf Pribylina und Liptovský Hrádok, wo der Ausbau bereits 1957 begann. Dieses Projekt erhielt damals den Namen Tatranská cesta mládeže (wörtlich Tatrastraße der Jugend), später nur Cesta mládeže, schließlich fielen aber beide Bezeichnungen außer Gebrauch. Das Kernstück zwischen Štrbské Pleso und Tatranská Lomnica wurde ab 1966 bis weit in die 1970er Jahre erheblich um- und ausgebaut und der ganze Straßenzug der II/537 von Liptovský Hrádok bis Tatranská Kotlina erhielt eine Mindestbreite von 7,5 Meter. Zu den größten Bauwerken gehört eine „Halbhochstraße“ auf der neuen Trasse bei Štrbské Pleso und acht Brücken zwischen Streckenkilometern 41,24 und 47,15. Bis 1978 wurden die Arbeiten abgeschlossen, einzig die 136 Meter lange Brücke über den Velický potok wurde erst 1980 dem Verkehr freigegeben. 1986 wurde eine kritische Stelle bei Vyšné Hágy überbrückt, 1986–1987 wurde der Straßenzug zwischen Tatranská Lomnica und Kežmarské Žľaby umgebaut.
2022 begann ein ca. 42 Millionen Euro teures Projekt zur Sanierung der ca. 43 km langen Teilstrecke der II/537 von Podbanské bis zur Kreuzung mit der I/66 bei Tatranská Kotlina in sechs Teilstrecken. Bauherr ist der Prešovský samosprávny kraj als Betreiber, zu 85 Prozent ist das Projekt durch EU-Regionalfonds finanziert. Die Bauarbeiten verlaufen unter vollem Verkehr und sollen bis 2024 abgeschlossen werden.